# Freigesprochen
Freigesprochen ist ein österreichisches Filmdrama, dessen Drehbuch auf dem Theaterstück Der jüngste Tag des österreichisch-ungarischen Schriftstellers Ödön von Horváth basiert. Der Film feierte im August 2007 auf dem Internationalen Filmfestival von Locarno Weltpremiere und war ab dem 18. Jänner 2008 in den österreichischen Kinos zu sehen.

## Handlung
Thomas Hudetz arbeitet als Fahrdienstleiter bei den Österreichischen Bundesbahnen in einem kleinen Provinzort und muss Weichen und Signale stellen. Eines Tages kommt Anna, die sich am Bahnhof gerade von ihrem Verlobten Ferdinand verabschiedet hat, zu Thomas ins Wärterhäuschen. Zunächst führen die beiden, die sich seit Langem kennen, ein kurzes Gespräch, schließlich küssen sie einander. Dadurch abgelenkt, vergisst Thomas jedoch einen Bahnschranken zu schließen – mit fatalem Ausgang.
Ein Eilzug kollidiert mit dem Milchlieferwagen von Thomas’ Freund Joe und entgleist. Bei diesem Unfall werden 22 Menschen getötet, unter ihnen Joe. Obwohl Thomas im darauf folgenden Prozess, vor allem aufgrund der entlastenden Zeugenaussage von Anna, freigesprochen wird, ist sein Leben aus den Fugen geraten. Seine Frau Hanna, die die Szene im Wärterhäuschen beobachtet hat, reicht die Scheidung ein.
Schließlich beginnen Anna, die ebenfalls von Schuldgefühlen geplagt wird, und Thomas ein Verhältnis. Anna kann das tragische Ereignis jedoch nicht verarbeiten und begeht Selbstmord, indem sie sich, im Beisein von Thomas, von einer Eisenbahnbrücke stürzt. Thomas Leben gerät daraufhin völlig aus den Fugen. Er trinkt, nimmt Tabletten, fährt in das Hotel von Annas Vater und bezichtigt sich selbst des Mordes an Anna. Danach fährt er zu jener Eisenbahnbrücke, von der sich Anna hat fallen lassen, und legt sich auf die Schienen. Annas Verlobter Ferdinand fährt Thomas nach und will ihn, ein Messer in der Hand, zur Verantwortung ziehen. Er findet ihn bewusstlos auf den Gleisen liegend, kann ihn jedoch nicht mehr aufwecken. Ferdinand lässt Thomas liegen. Am Ende des Films sieht man Ferdinand neben der Unglücksstelle seiner Verlobten kauern, während ein Zug vorbeifährt.

## Hintergrund
Der Film wurde an Schauplätzen in Österreich und Luxemburg gedreht.
Manche Szenen aus dem Film wurden unter anderem im Burgenland gedreht, es ist der Kirchenplatz von Andau zu sehen, und es wurde auch in St. Andrä am Zicksee gefilmt.

## Auszeichnungen
- 2007: Nominierung für den Goldenen Leopard beim Internationalen Filmfestival von Locarno